# پایگاه هوایی مالاکی
پایگاه هوایی مالاکی (به انگلیسی: Malacky Air Base) (به زبان بومی: Kuchyňa Air Base) یک فرودگاه نظامی است که یک باند فرود بتن دارد و طول باند آن ۲۴۸۷ متر است. این فرودگاه در کشور اسلواکی قرار دارد و در ارتفاع ۲۰۷ متری از سطح دریا واقع شده است.